# Monomorium macareaveyi
Monomorium macareaveyi är en myrart som först beskrevs av George Ettershank 1966.  Monomorium macareaveyi ingår i släktet Monomorium och familjen myror. Inga underarter finns listade i Catalogue of Life.